# Strimkronad taggstjärt
Strimkronad taggstjärt (Cranioleuca pyrrhophia) är en fågel i familjen ugnfåglar inom ordningen tättingar.

## Utseende
Strimkronad taggstjärt är en distinkt taggstjärt med streckad rygg, beigefärgad hjässa och ett tydligt vitt ögonbrynsstreck. Stjärten är lång med mycket vassa spetsar. 

## Utbredning och systematik
Strimkronad taggstjärt delas in i tre underarter med följande utbredning:
- Cranioleuca pyrrhophia rufipennis - förekommer i La Paz, Bolivia
- Cranioleuca pyrrhophia striaticeps - förekommer i östra Bolivia (Cochabamba, Santa Cruz och Chuquisaca)
- Cranioleuca pyrrhophia pyrrhophia - förekommer i södra Bolivia till Uruguay, Paraguay, norra Argentina och längst ner i södra Brasilien

## Levnadssätt
Strimkronad taggstjärt förekommer i olika typer av skogsområden, även galleriskog, ungskog och bergsbelägna buskmarker. Där födosöker den akrobatiskt på alla nivåer. Den slår ofta följe med kringvandrande artblandade flockar.

## Status och hot
Arten har ett stort utbredningsområde, men tros minska i antal, dock inte tillräckligt kraftigt för att den ska betraktas som hotad. Internationella naturvårdsunionen IUCN listar arten som livskraftig (LC).